# Guerre de la coquille
La Guerre de la coquille (en anglais : Scallop war) est un conflit maritime opposant pêcheurs français et pêcheurs britanniques autour de la pêche des coquilles Saint-Jacques en Baie de Seine, au large de la Normandie. Le conflit a pour origine les différentes restrictions de pêche entre les deux pays : les Français ne pouvaient pêcher les coquilles que du 1er octobre au 15 mai, tandis que les Britanniques avaient l'autorisation de pêcher toute l'année.

## Contexte
Les pêcheurs anglais pouvaient pêcher plus longtemps que les pêcheurs français la coquille Saint-Jacques.

## Incidents

### 2012
Le 10 octobre 2012, une quarantaine de navires de pêche français arrivent vers plusieurs navires de pêche britanniques. Certains pêcheurs français jettent des pierres sur les navires britanniques, ainsi que des filets afin d'endommager les hélices et moteurs des navires rivaux. Des fusées de détresse ont également été tirées vers les Britanniques selon plusieurs pêcheurs.
À la suite de ces incidents, un accord reconductible est conclu en 2013 afin que les navires des deux pays respectent les mêmes périodes de pêche. L'accord ne s'applique cependant pas aux navires britanniques de moins de 15 mètres, qui peuvent continuer de pêcher toute l'année, ne mettant pas un terme aux tensions.

### 2018
Afin de protester contre l'autorisation toujours donnée aux navires britanniques de moins de 15 mètres de pêcher en Baie de Seine, les pêcheurs français refusent de reconduire l'accord de 2013. Cela permet aux britanniques de venir pêcher plus tôt et avec des bateaux plus importants.
Le 28 août, environ 35 navires français des ports de Port-en-Bessin, Courseulles, Ouistreham, Trouville-sur-Mer, Honfleur et Le Havre notamment tentent d'encercler 5 navires britanniques venus pêcher la coquille. L'action dégénère en affrontement, avec jet de pierres, de filets et de fusées de détresse. Encerclés, les navires britanniques contre-attaquent. Certains navires sont utilisés comme béliers. Trois navires français sont endommagés avant que les gendarmes n'interviennent et que les Britanniques ne quittent les lieux.
Le ministre français de l'Agriculture annonce une réunion de concilliation pour le 5 septembre, déclarant que la Marine française était prête à intervenir pour empêcher tout nouvel affrontement. Les négociations échouent finalement le 11 septembre. Le ministre de la pêche britannique George Eustice condamne des violences « inacceptables ».
Néanmoins, les négociations aboutissent le 17 septembre à un accord au sujet du calendrier de pêche de la coquille. Les pêcheurs britanniques devraient alors quitter la zone de la Manche Est « et ne reviendront que le 1er novembre », a assuré Pascal Coquet, président de la Commission nationale coquille Saint-Jacques du Comité national des pêches.